# Florian Heller (Paläontologe)
Florian Jakob Rudolf Heller (* 12. Juli 1905 in Nürnberg; † 22. September 1978 ebenda) war ein deutscher Paläontologe, der insbesondere fossile Säugetiere untersuchte.
Heller studierte an der Universität Erlangen, der Ludwig-Maximilians-Universität München und der Universität Heidelberg und wurde 1929 in Erlangen in Geologie über den Grundgips in Franken promoviert. Danach war er zunächst Assistent am Geologisch-Paläontologischen Institut der Universität Halle und ab 1930 am Geologisch-Paläontologischen Institut der Universität Gießen. 1935 wechselte er nach Heidelberg, wo er zunächst Kustos und Dozent war, bis er 1942 eine außerplanmäßige Professur erhielt. 1951 kam er wieder nach Erlangen, wo er 1961 der erste Professor für Paläontologie in Erlangen wurde.
Er untersuchte Funde in verschiedenen Höhlen, wie der Balver Höhle im Sauerland, der Göpfelsteinhöhle und der Nikolaushöhle bei Veringenstadt, oder Säugetierfossilien aus Flussablagerungen wie denen des Neckar. 1932 sicherte er Funde von Höhlenlöwen (unter anderem einen großen Schädel) und Höhlenbären aus der Gentner-Höhle in Oberfranken, die bei Bauarbeiten zu einer Straße von Pegnitz nach Weidelwang angeschnitten wurde. 1957 beschrieb er einen Höhlenbärenschädel aus der Höhle Hohler Stein bei Schambach im Landkreis Eichstätt, bei dem er ein kultisches Ritual vermutete.
Im Mai 1956 entdeckte er die Höhlenruine von Hunas, in der er bis 1964 Grabungen durchführte.
1959 beschrieb er einen neuen Archaeopteryx-Fund aus Solnhofen (von 1956).

## Schriften
- Geologische Untersuchungen im Bereiche des fränkischen Grundgipses (= Abhandlung der Naturhistorischen Gesellschaft zu Nürnberg. Bd. 23, Nr. 3, ISSN 0077-6149). Naturhistorischen Gesellschaft zu Nürnberg, Nürnberg 1930, (Digitalisat; Zugleich: Erlangen, Universität, Dissertation, 1931).
- Leiolepis kohlmanni n. g. n. sp., ein neuer Muschelkalk-Ganoide aus Oberfranken. In: Geologische Blätter für Nordost-Bayern und angrenzende Gebiete. 2, 1952, ISSN 0016-7797, S. 25–31.
- Die stratigraphische Verbreitung und die Bedeutung des Vorkommens von Lingula und Estheria im fränkischen Keuper. In: Geologische Blätter für Nordost-Bayern und angrenzende Gebiete. 2, 1952, S. 57–63.
- Ein Ganoidfisch (Aphelolepis delpi n. g. n. sp.) aus dem Grenzdolomit Mittelfrankens. In: Geologische Blätter für Nordost-Bayern und angrenzende Gebiete. 3, 1953, S. 81–87.
- Ein Fund von Trichasteropsis weissmanni Münst. aus dem Oberen Muschelkalk bei Haßfurt, Ufr. In: Geologische Blätter für Nordost-Bayern und angrenzende Gebiete. 7, 1957, S. 45–47.
- Neue Fährtenfunde aus dem Mittleren Keuper bei Haßfurt a. M. In: Geologische Blätter für Nordost-Bayern und angrenzende Gebiete. 8, 1958, S. 146–152.
- Ein neuer Ophiuren-Fund aus dem Oberen Muschelkalk von Bayreuth. In: Geologische Blätter für Nordost-Bayern und angrenzende Gebiete. 9, 1959, S. 15–24.